# Maryn Blanes Giner
Marino Blanes Giner (ur. 17 września 1888 w Alicante; zm. 7 września 1936) – hiszpański męczennik, błogosławiony Kościoła katolickiego. 

## Życiorys
Został ochrzczony w kościele parafialnym Najświętszej Marii Panny. W dniu 8 sierpnia 1902 roku otrzymał sakrament bierzmowania. Został aresztowany w domu 21 lipca 1936 roku przez bojowników, a następnie zamordowany w nocy z 7 na 8 września 1936 roku.
Beatyfikował go w grupie Józef Aparicio Sanz i 232 towarzyszy Jan Paweł II w dniu 11 marca 2001 roku.